# 生保内町
生保内町（おぼないまち）は秋田県仙北郡にあった町。現在の仙北市南東部、田沢湖の南東一帯にあたる。本項では町制前の名称である生保内村（おぼないむら）についても述べる。

## 地理
- 山 : 志度内畚、モッコ岳、五番森、地森、秋田駒ヶ岳、笊森山、烏帽子岳、靄森山、八森山、大森山、柏山、八ツ木、楢山、黒森山、熊ノ台、相沢山
- 湖沼 : 田沢湖
- 河川 : 玉川、生保内川、山谷川

## 歴史
- 1889年（明治22年）4月1日 - 町村制の施行により、生保内村、刺巻村、潟村の区域をもって生保内村が発足。
- 1953年（昭和28年）10月1日 - 生保内村が町制施行して生保内町となる。
- 1956年（昭和31年）9月30日 - 田沢村・神代村と合併して田沢湖町が発足。同日生保内町廃止。

## 交通

### 鉄道路線
- 日本国有鉄道
  - 生保内線（現・田沢湖線）
    - 生保内駅（現・田沢湖駅） - 刺巻駅

### 道路
- 国道46号（角館街道）

## 名所・旧跡・観光スポット・祭事・催事
- 乳頭温泉郷